# Berkun Oya

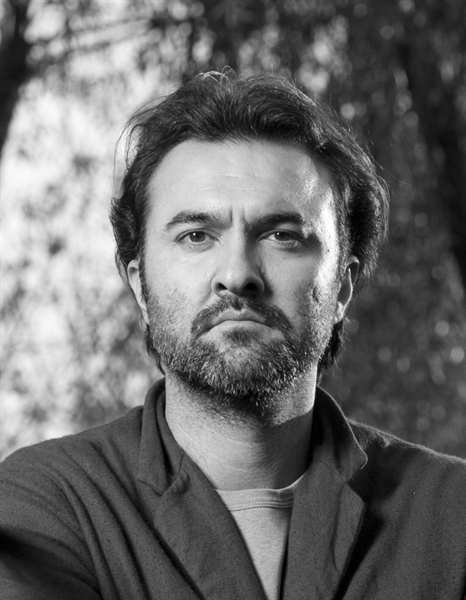
Berkun Oya

Berkun Oya (* 3. März 1977 in Bursa) ist ein türkischer Theaterschriftsteller und Regisseur.

## Leben
Berkun Oya schloss 1998 sein Studium an der Mimar Sinan Universität der schönen Künste in Istanbul ab und gründete die freie Theatergruppe Krek, mit der er eigene Stücke realisiert. 2010 erhielt er eine Autorenresidenz am Londoner Royal Court Theatre.
Sein erster Spielfilm İyi Seneler Londra (Happy New Year – London) aus dem Jahr 2007 wurde zur Eröffnung des European Independent Film Festivals 2008 gezeigt.
Sein Stück Schöne Dinge sind auf unserer Seite wurde 2011 mit dem „AutorenPreis des Heidelberger Stückemarkts“ ausgezeichnet und gehört zum Repertoire des Theaters Heidelberg.
Berkun Oya lebt in Istanbul.

## Werke (Auswahl)
- Schöne Dinge sind auf unserer Seite, aus dem Türkischen von Monika Demirel.
- 2020: Bir Başkadır – Acht Menschen in Istanbul (Bir Başkadır), Netflix-Serie – Drehbuch und Regie
- 2022: Rückkehr (Cici), Netflix-Film – Drehbuch, Regie und Produktion[3]
- 2024: Eine Runde Applaus (Kuvvetli bir alkış), Netflix-Serie – Drehbuch und Regie[4]

## Auszeichnungen
- 2011: AutorenPreis des Heidelberger Stückemarkts für den Dramentext Schöne Dinge sind auf unserer Seite